# Woronesch-Woroschilowgrader Operation

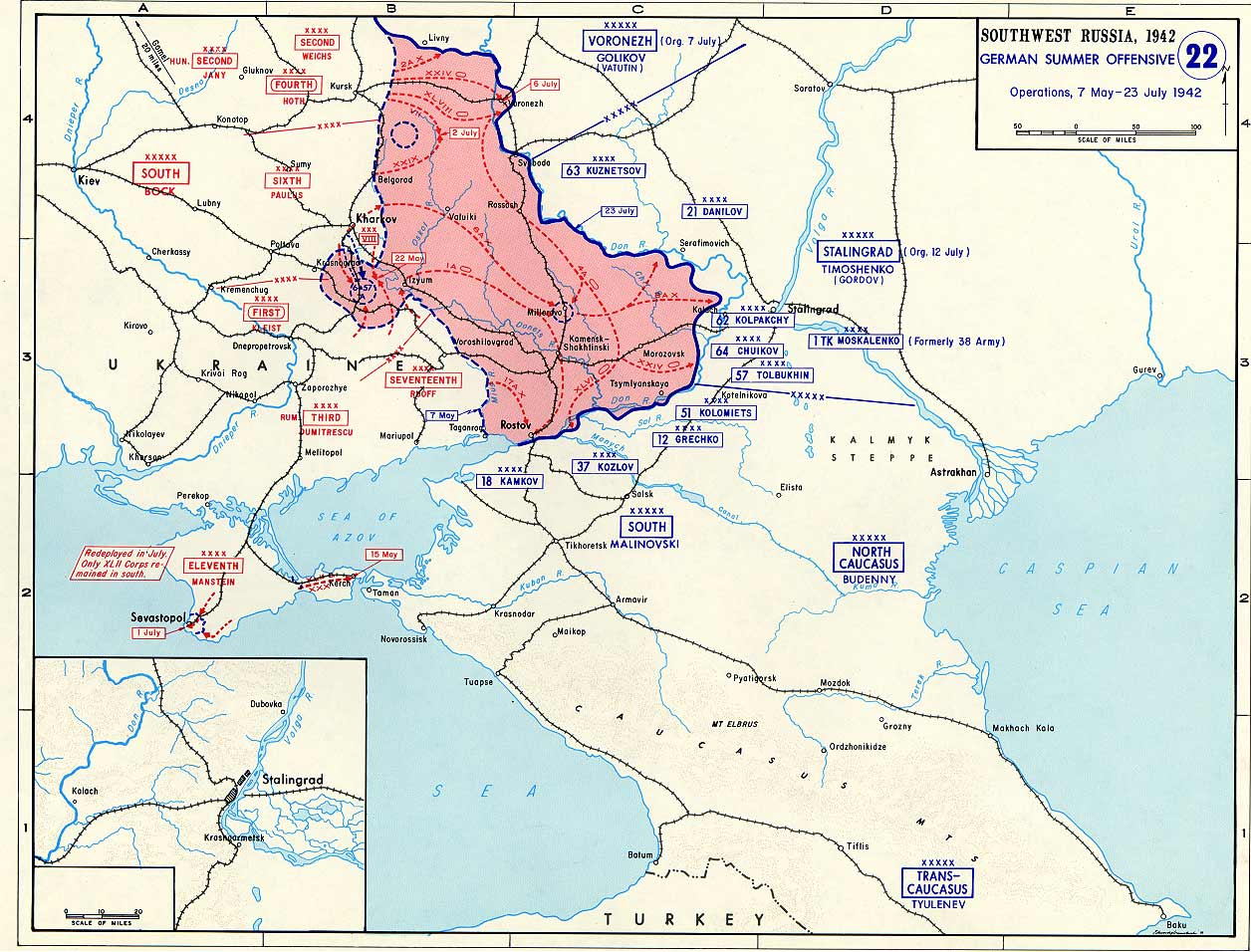
Verlauf der Operationen im südlichen Teil der Ostfront von Anfang Mai bis Ende Juli 1942

Die Woronesch-Woroschilowgrader Operation (russisch Воронежско-Ворошиловградская операция) war eine Verteidigungsoperation der Roten Armee im Deutsch-Sowjetischen Krieg, die vom 28. Juni bis zum 24. Juli 1942 dauerte. Im Laufe dieser Operation wurden drei Unteroperationen durchgeführt: Kastornensker, Walujsk-Rossoscher und die Woroschilowgrad-Schachtynsker Verteidigungsoperation.

## Vorgeschichte
Nach der sowjetischen Niederlage in der Schlacht bei Charkow im Mai 1942 bereitete die Wehrmacht ihre Sommeroffensive des Jahres 1942 im Bereich der Heeresgruppe Süd vor. Es wurde dabei vorgesehen, zuerst die vollständige Eroberung der Krim mit der Festung Sewastopol abzuwarten (die Schlacht um Sewastopol endete am 4. Juli), um die dort eingesetzten Teile der Luftflotte 4 wieder zur Verfügung zu haben. Zudem wurden in dieser Zeit mehrere im Westen neu aufgestellte Divisionen sowie umfangreiche Truppen der Verbündeten des Deutschen Reiches an die Front gebracht und Umgruppierungen und Auffrischungen vorgenommen. Auf diese Weise wurde für den geplanten Angriff eine numerische und ausrüstungsmäßige Überlegenheit gegenüber der Roten Armee hergestellt.
Drei sowjetische Fronten (die Brjansker Front unter Filipp Golikow, die Südwestfront unter Semjon Timoschenko und die Südfront unter Rodion Malinowski) hatten bei Beginn der deutschen Offensive rund 655.000 Mann, 744 Panzer, 14.196 Geschütze und Mörser und 1.012 Flugzeuge. Hinter der Front wurden zusätzlich fünf Reservearmeen (3., 5., 6., 7. und 8.) bereitgestellt.
Die deutsche Heeresgruppe Süd unter Fedor von Bock brachte demgegenüber über 900.000 Mann, 1.263 Panzer, 17.035 Geschütze und Mörser und 1.640 Flugzeuge zum Einsatz.

## Verlauf

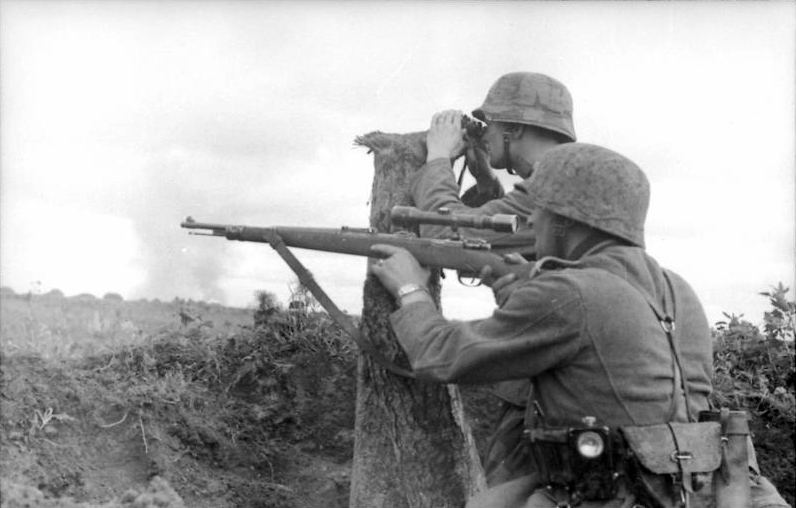
Deutsche Scharfschützen bei Woronesch

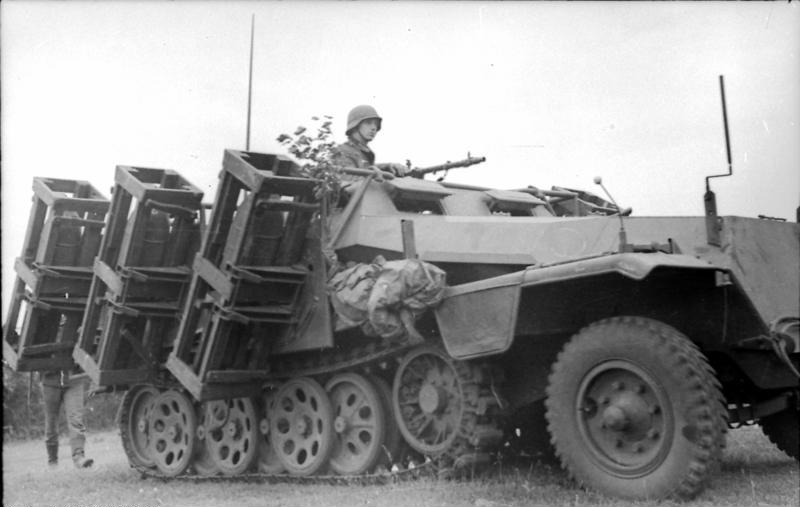
Schwerer Wurfrahmen 40 an Sd.Kfz. 251 der 24. Panzerdivision bei Woronesch, Sommer 1942

Am 28. Juni begann die auf dem nördlichen Flügel der Heeresgruppe Süd stehende Armeegruppe von Weichs, bestehend aus der 4. Panzerarmee, 2. Armee und 2. ungarischen Armee, im Raum Schtschigry-Kolpny östlich von Kursk eine Offensive Richtung Woronesch und durchbrach innerhalb von zwei Tagen die Verteidigung der 40. und 13. Armee der Brjansker Front in einer Tiefe von rund 40 Kilometern. Am 30. Juni folgte der Angriff der 6. Armee aus dem Raum Belgorod-Woltschansk gegen die Linien der 21. Armee der Südwestfront. Bis zum 2. Juli drangen Teile der Armee bis zu 80 km nach Nordosten vor, um bei Stary Oskol mit Truppen der 4. Panzerarmee zusammenzutreffen. In dem so gebildeten Kessel wurden Teile der 40. und 21. sowjetischen Armee (ca. vier Divisionen) eingeschlossen und rund 40.000 Gefangene gemacht. Der Hauptteil der 6. Armee drang währenddessen in östlicher Richtung auf Kamenka vor. Das sowjetische Oberkommando versuchte nunmehr, die Lage mit der Verlegung von drei der fünf Reservearmeen an die bedrohten Frontabschnitte wieder zu stabilisieren.
Am 5. Juli erreichten Teile der Armeegruppe Weichs bei Woronesch den Don und bildeten drei Brückenköpfe, überquerten den Don am 6. Juli und eroberten den größten Teil von Woronesch. Die Stadt selbst konnte nie ganz erobert werden; sie wurde am 25. Januar 1943 während der Woronesch-Charkiwer Operation von der Roten Armee endgültig befreit. Am gleichen Tag führte die Rote Armee mit der neu aufgestellten 5. Panzerarmee einen Gegenschlag südlich von Jelez in die Flanke der Armeegruppe Weichs durch, zu dessen Abwehr mehrere deutsche Divisionen nach Norden abgedreht werden mussten, was den geplanten weiteren Vormarsch der 4. Panzerarmee nach Süden entlang des Don schwächte bzw. verzögerte. Am 7. Juli wurde aus dem linken Flügel der Brjansker Front die Woronescher Front unter Golikow (wenig später ersetzt durch Nikolai Watutin) gebildet, die den Auftrag hatte, das Ostufer des Don unter allen Umständen zu verteidigen.
Am gleichen Tag begann die zweite Phase der deutschen Offensive mit dem Decknamen Unternehmen Clausewitz. Das XXXX. Panzerkorps der 6. Armee stieß, nach Süden drehend, über Rossosch in den Rücken der Südwestfront vor und bedrohte diese mit der Einkesselung. Am folgenden Tag griff die 1. Panzerarmee aus dem Raum Slawjansk-Artjomowsk in Richtung Starobjelsk an. Am 9. Juli erfolgte die Aufteilung der Heeresgruppe Süd in die Heeresgruppen A (Wilhelm List) und B (Bock). Die Entscheidung Hitlers, die 4. Panzerarmee der Heeresgruppe A zuzuteilen und nach Süden anstatt nach Osten drehen zu lassen mit dem Ziel, nördlich von Rostow am Don einen riesigen Kessel zu bilden, führte am 15. Juli zur Entlassung Bocks. Hitlers Ziel wurde letztlich verfehlt, da sich die Truppen der Südfront größtenteils rechtzeitig hinter den Don zurückzogen. Der Roten Armee wurde jedoch auf diese Weise Gelegenheit gegeben, mit der aus den Resten der Südwestfront und weiteren Reservearmeen neu formierten Stalingrader Front unter Timoschenko wieder eine Verteidigungslinie aufzubauen. Ein frühzeitiger Vormarsch auf Stalingrad wurde somit verpasst.
Woroschilowgrad wurde von deutschen Truppen am 14. Juli erreicht und fiel wenige Tage später. Rostow wurde am 23. Juli erreicht und die dortigen Donbrücken wurden bis zum Ende des Monats unter Kontrolle gebracht.

## Verluste und Folgen

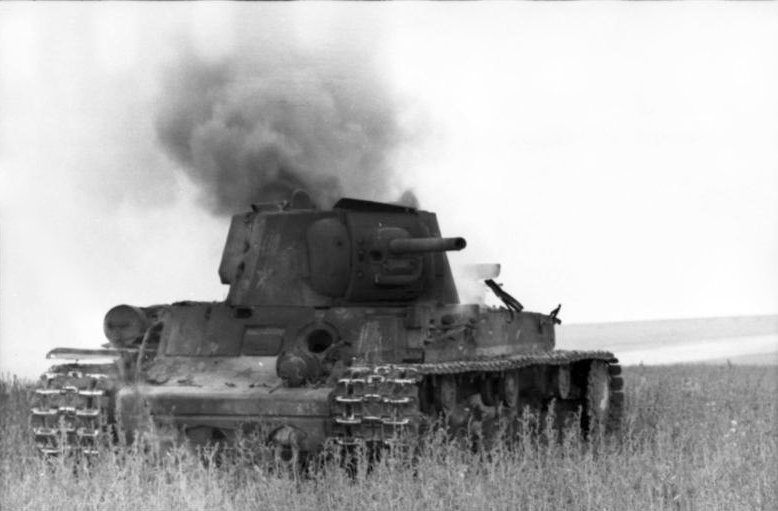
Brennender sowjetischer Kampfpanzer KW-1 bei Woronesch, Sommer 1942

Die deutsche Wehrmacht stieß 150 bis 400 km vor und fügte der Roten Armee sehr hohe Verluste zu: 568.000 Mann fielen aus, davon waren 370.500 Tote oder Vermisste (darunter 80.000 Gefangene). 2.436 Panzer, 13.716 Geschütze und Mörser und 783 Flugzeuge wurden vernichtet bzw. erbeutet. Durch diese deutschen Erfolge bestärkt, ging man daran, die geplante Doppeloffensive gegen Stalingrad und den Nordkaukasus in die Tat umzusetzen. Nach deutschen Angaben betrugen die eigenen Verluste 94.500 Mann, davon 19.000 Tote und Vermisste.